# Bargone
Bargone è una minuscola frazione del comune di Salsomaggiore Terme, in provincia di Parma.
La località dista 3,77 km dal capoluogo.

## Geografia fisica
Il borgo sorge sulla sommità di un rilievo collinare appenninico, all'interno di un fitto bosco, in posizione dominante sulle vallate circostanti.

## Storia
La storia del piccolo borgo medievale è strettamente connessa a quella del suo castello, edificato verso la fine del X secolo per volere della Diocesi di Parma.
Durante il XII secolo il maniero fu strenuamente conteso da parmigiani, borghigiani e piacentini, finché nel 1191 l'imperatore del Sacro Romano Impero Enrico VI di Svevia alienò il feudo alla città di Piacenza; già nel 1198 il Comune di Parma riconquistò la fortezza, di cui Oberto Pallavicino fu ufficialmente investito nel 1249 dall'imperatore Federico II di Svevia.
Nel 1267 i parmigiani riconquistarono il castello, che smantellarono nel 1297; agli inizi del XIV secolo il maniero fu ricostruito dal ghibellino Gherardo de' Rangoni, in ribellione al Comune di Parma, che nel 1325 rientrò in possesso del feudo.
Nel 1360 l'imperatore Carlo IV di Lussemburgo investì del feudo Oberto III Pallavicino. Nel 1374 Francesco e Niccolò Pallavicino, signori di Tabiano, assassinarono la zio Giacomo e il cugino Giovanni, impossessandosi di Bargone; in risposta il duca di Milano Bernabò Visconti attaccò e conquistò il castello di Tabiano, decretando l'allontanamento di Niccolò da tutte le sue terre.
Proprio in quegli stessi anni visse nei boschi attorno al castello il beato Rolando de' Medici, che nel 1386 morì all'interno della fortezza, per poi essere sepolto nell'oratorio della Santissima Trinità di Busseto.
Nel 1390, il nuovo duca Gian Galeazzo Visconti consentì a Niccolò di rientrare in possesso delle proprie terre, di cui fu ufficialmente investito nel 1395 da parte dell'imperatore Venceslao di Lussemburgo; tuttavia, già nel 1401 il marchese morì per avvelenamento e Ottobuono de' Terzi devastò il maniero di Bargone.
Nel 1441 Niccolò Piccinino attaccò su più fronti lo Stato Pallavicino, costringendo il marchese Rolando il Magnifico alla fuga; tutte le sue terre furono incamerate dal duca Filippo Maria Visconti, che nel 1442 investì del feudo di Bargone il Piccinino. Nel 1457 Francesco Sforza restituì al marchese Gian Lodovico Pallavicino il feudo di Bargone, unitamente a quello di Busseto.
Nel 1587 il castello fu conquistato dal duca di Parma Alessandro Farnese; nel 1650 Ranuccio II concesse in feudo Bargone al marchese Felice Mari di Genova, al quale seguirono nel 1711 i marchesi Lomellino e infine nuovamente i marchesi Pallavicino, che ne mantennero il possesso anche in seguito agli editti napoleonici del 1805 relativi all'abolizione dei diritti feudali nel ducato di Parma e Piacenza.

## Monumenti e luoghi d'interesse

### Castello

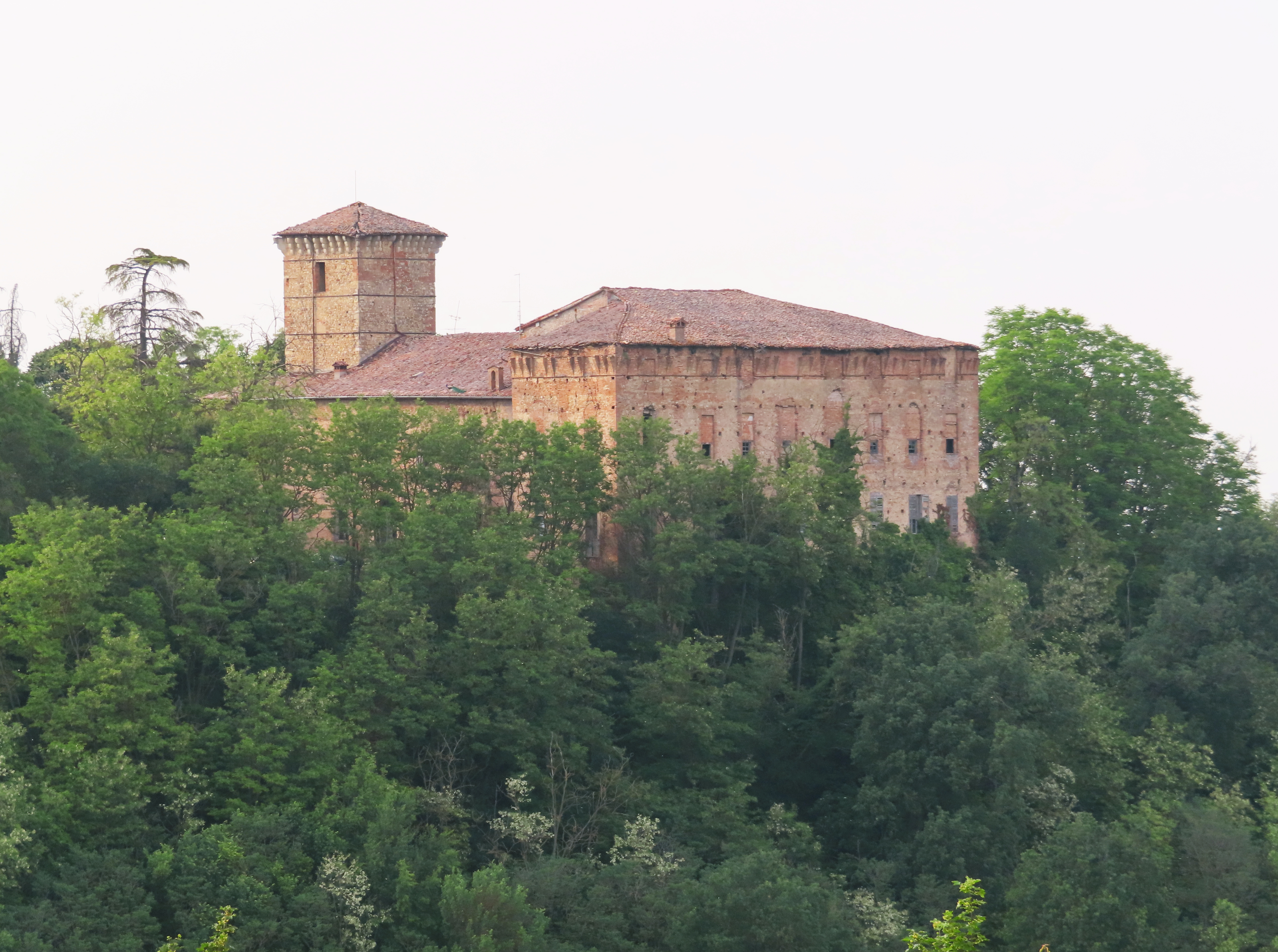
Castello

Innalzato in origine verso la fine del X secolo per volere della Diocesi di Parma, il castello fu a lungo conteso da parmigiani e piacentini, prima di essere assegnato ai Pallavicino, che lo mantennero, salvo alcuni periodi, fino al 1587; ricostruito più volte, il maniero fu trasformato in elegante dimora nobiliare tra il XVI e il XVIII secolo dai successivi proprietari, tra cui i Farnese, i Mari, i Lomellino, i Pallavicino e i Pratolongo, che destinarono le terre attorno al maniero e le sue ampie cantine alla produzione di varie qualità di vino; dalla fine del XIX secolo l'antica fortezza appartiene alla famiglia Farioli.

### Chiesa di Santa Maria Assunta

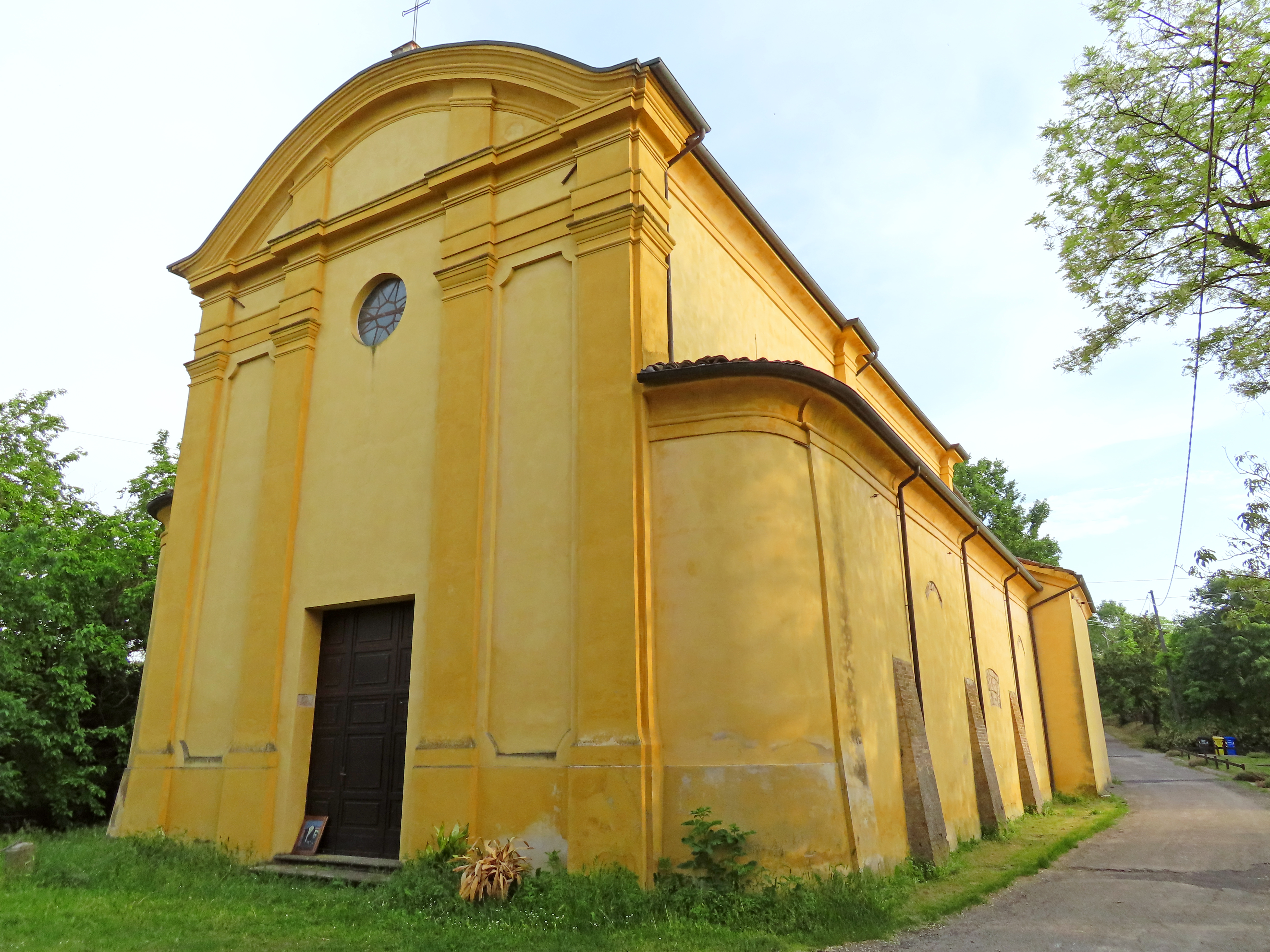
Chiesa di Santa Maria Assunta

Edificata originariamente in epoca medievale nei pressi del rivellino d'ingresso al castello, la chiesa fu completamente ricostruita nel 1759 in stile barocco; al suo interno, tra gli stucchi settecenteschi, sono conservati una statua in legno del beato Orlando de' Medici e una tela risalente al XVI secolo, rappresentante la Vergine Maria.